# William Hodges

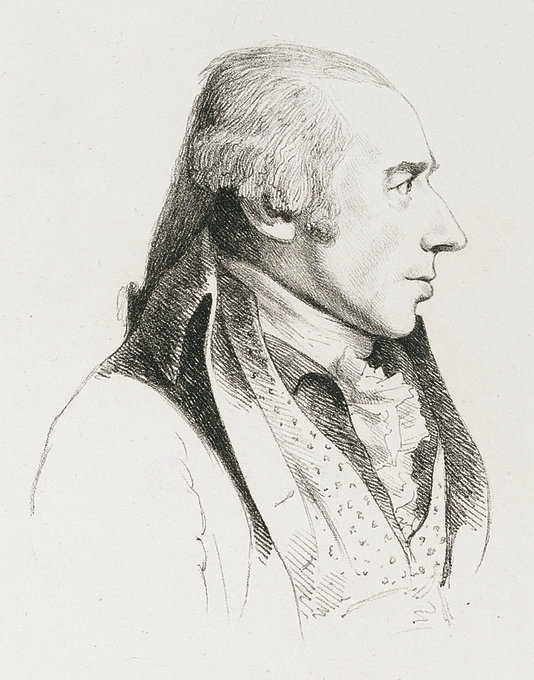
William Hodges

William Hodges (* 28. Oktober 1744 in London; † 6. Juni 1797 in Brixham, Devon) war ein englischer Maler.

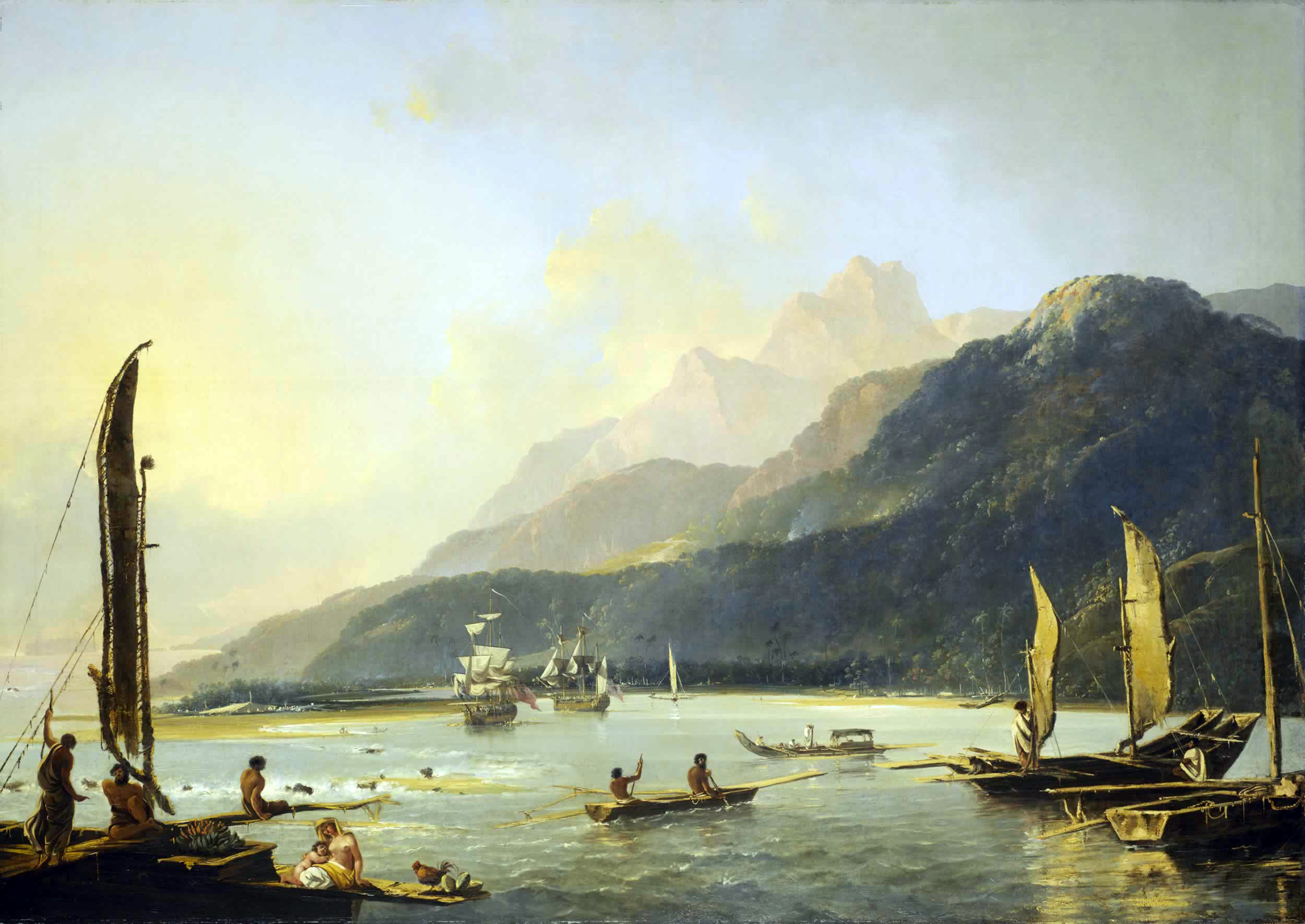
Hodges’ Gemälde zeigt die Resolution und die Adventure in Matavai Bay, Tahiti

Hodges begleitete Captain James Cook an Bord der Resolution auf seiner zweiten Südsee-Reise, u. a. nach Tahiti, den Tonga–Inseln, Neuseeland, der Osterinsel und in die Antarktis.

## Leben
Als einziger Sohn eines Schmieds geboren und zunächst als Botenjunge tätig, erlernte er erste Malfähigkeiten durch seinen Lehrer William Shipley. Sein zweiter Lehrer, Richard Wilson, beschäftigte ihn Mitte der 1760er Jahre als seinen Assistenten, hiernach verdingte sich Hodges zunächst u. a. als Theatermaler in Derby, bevor er – v. a. durch Landschaftsmalerei bekannt – für die Teilnahme an der von der Royal Society ausgetragenen zweiten großen Expedition James Cooks (1772–1775) ausgewählt wurde.
Während seines Aufenthaltes an Bord fertigte Hodges v. a. Landschaftsskizzen, aber auch einige Porträts von Expeditionsteilnehmern sowie besonderen Persönlichkeiten der besuchten Inseln an. Seine Landschaftsbilder beinhalten in der Regel auch Elemente, die die Lebensweise der besuchten Menschen zeigen. Seine Skizzen wurden nach seiner Rückkehr nach London weiterbearbeitet, Hodges erhielt für einige Zeit eine Anstellung bei der Admiralität, die ihm erlaubte, aus den Skizzen Ölgemälde zu fertigen und die Herstellung von Stichen derselben zu überwachen. Hodges’ Bilder illustrieren als Stiche in großer Menge die später erschienen Reisebeschreibungen von James Cook.

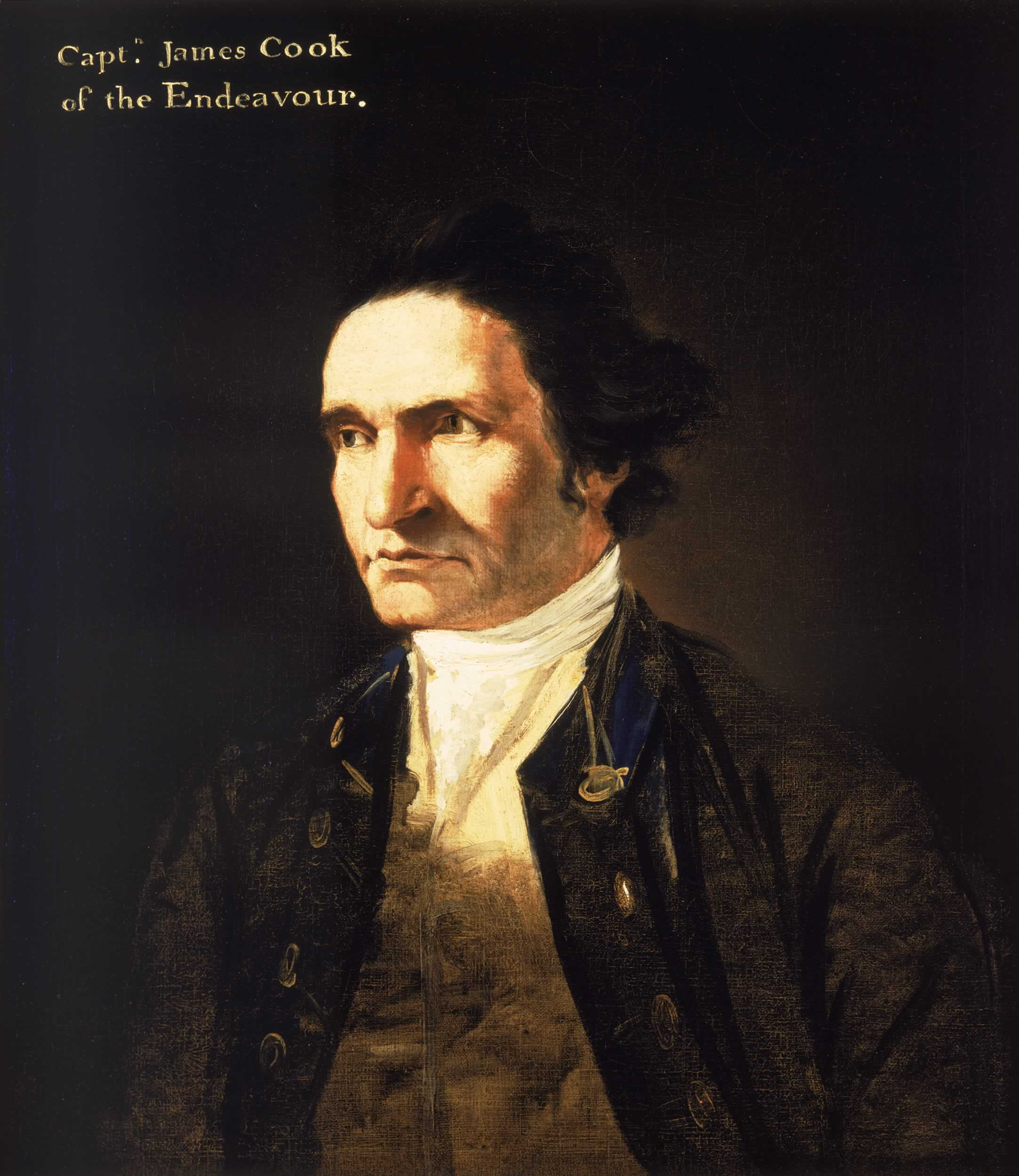
Captain James Cook, gemalt von William Hodges 1775–76

Als vornehmlich Landschaftsmaler ist die ethnographische Genauigkeit seiner Bilder mitunter problematisch. So ist von seiner Darstellung der Schiffe Resolution und Adventure auf Matavai Bay, Tahiti, bekannt, dass eine frühe Skizze, entgegen dem bekannten Ölgemälde, ein mächtiges Kriegskanu der Einwohner abbildete. Dieses Detail findet sich auf dem Gemälde nicht mehr, hier hat Hodges eine kompositorische Veränderung vorgenommen, um den zu seiner Zeit gängigen Bildern der Südsee als friedlichem Ort zu entsprechen. Auch zeigen sich in Hodges’ Bildern mitunter klassizistische Darstellungen der Inselbewohner, welche unzutreffende Parallelen zur Antike implizieren, die so nicht vorgefunden wurden. So schreibt Georg Forster 1777 in seinen Reisebeschreibungen über Hodges’ Abbildung der Tonga–Insulaner:
„Herr Hodges entwarf von dieser merkwürdigen freundschaftlichen Aufnahme ein schönes Gemählde, welches zu Cooks Nachricht von dieser Reise gestochen ist. Allein, so geneigt ich sonst auch bin, den Arbeiten dieses geistreichen Künstlers das gebührende Lob wiederfahren zu lassen, wenn sie der Wahrheit ganz treu sind, so wenig kann ich doch bey dieser Gelegenheit umhin, zu bemerken, daß vorgedachte Platte von den Einwohnern auf Ea–Uhwe (Eua; Anm. d. Autors) und Tongatabu gar keinen richtigen Begriff giebt. (…) Kenner finden in dieser Platte griechische Conturen und Bildungen, dergleichen es in der Südsee nie gegeben hat; und sie bewundern ein schönes fließendes Gewand, das Kopf und Cörper bedeckt, da doch in dieser Insel, die Frauensleute Schulter und Brust fast niemals bedecken. Die Figur eines alten ehrwürdigen Mannes mit einem langen weißen Barthe ist vortreflich; allein die Leuthe auf Ea–Uhwe lassen den Bart nicht wachsen, sondern wißen ihn mit Muschelschaalen kurz zu scheeren…“
Nach seiner Rückkehr nach England und den darauffolgenden Arbeiten zur Publikation der Cookschen Reiseberichte heiratete Hodges 1776, seine Frau verstarb jedoch bereits wenig später. 1779 verließ Hodges seine Heimat, um als erster professioneller Maler Indien zu besuchen. Er blieb sechs Jahre in Indien, u. a. 1783 in Lakhnau, und bereiste später den europäischen Kontinent, so u. a. St. Petersburg im Jahre 1790. In diese Periode fällt 1784 Hodges’ zweite Ehe mit Lydia Wright, doch auch sie starb kurz nach der Heirat. Zwischen 1786 und 1794 stellte er immer wieder als Mitglied der Royal Academy seine Bilder aus, u. a. Landschaftsbilder aus Indien.
Ende der 1790er Jahre investierte Hodges sein Vermögen in Dartmouth in eine Bank, welche im März 1797 jedoch bankrottging. Verarmt und gesundheitlich angeschlagen starb Hodges am 6. März 1797, wobei ein Selbstmord durch eine Überdosis Laudanum vermutet wird. Seine dritte Frau, die er 1785 geehelicht hatte, überlebte ihn nur einige Monate.
Seit 2014 ist er Namensgeber für den Hodges Knoll, einen Hügel im Ellsworthland in der Antarktis.